# Kevin Lynch
Kevin Andrew Lynch (1918, Chicago, Illinois — 1984, Martha's Vineyard, Massachusetts, EUA) foi um urbanista e escritor.
Lynch estudou na Yale University, no  estúdio Taliesin (com Frank Lloyd Wright) e no Instituto Politécnico Rensselaer. Graduou-se em planejamento urbano pelo Massachusetts Institute of Technology (MIT) em 1947. Começou a lecionar no MIT no ano seguinte, tornou-se professor assistente em 1949 e professor em 1963.
Sua importante contribuição ao planejamento urbano se deu através de pesquisas empíricas sobre como os indivíduos observam, percebem e transitam na paisagem urbana. Seus livros exploram questões tais como a presença do tempo e da história no ambiente urbano, como os ambientes urbanos afetam as crianças ou como aguçar a percepção humana acerca da forma física das cidades e regiões, constituindo assim uma base conceitual para um bom desenho urbano.
O seu livro mais famoso A Imagem da Cidade, publicado em 1960, resultou de cinco anos de estudos sobre o modo pelo qual as pessoas percebem e organizam informações aleatórias quando trafegam pelo espaço urbano. Usando três cidades como exemplo (Boston, Jersey City e Los Angeles), Lynch observou que as pessoas geralmente entendem a cidade ao seu redor de maneira consistente e previsível, formando mapas mentais com cinco elementos principais:
- Vias: as as ruas, calçadas, ferrovias, entre outros caminhos;
- Limites: são os contornos perceptíveis, tais como muros, construções e a costa;
- Bairros: são seções relativamente grandes da cidade, distintas por alguma característica que as identifica;
- Pontos nodais: pontos de convergência de pessoas, tais como cruzamentos ou praças;
- Marcos: objetos peculiares que podem servir como ponto de referência.

A Imagem da Cidade teve uma importante e durável influência no planejamento urbano, na arquitetura e na psicologia ambiental.

## Principais obras
- Lynch, Kevin (1960). The Image of the City (A Imagem da Cidade). Cambridge MA: MIT Press. OL 5795447M
- Lynch, Kevin and Hack, Gary, Site Planning, MIT Press, Cambridge MA e Londres 1962; 2ª edição 1971; 3ª edição 1984 (ISBN 0-262-12106-9).
- Appleyard, Donald, Lynch, Kevin and Myer, John R., The View from the Road, MIT Press, Cambridge, MA, 1964.
- Lynch, Kevin, What Time is this Place?,  MIT Press, Cambridge, MA, 1972 (ISBN 0-262-12061-5).
- Lynch, Kevin, Managing the Sense of a Region, MIT Press, Cambridge, MA e Londres, 1976, 1980 (ISBN 0-262-12072-0).
- Lynch, Kevin, Good City Form, MIT Press, Cambridge MA and London 1981; 2ª ed. 1984 (ISBN 0-262-12085-2).
- Lynch, Kevin, Wasting Away (com colaboração de Michael Southworth, editor), Sierra Club Books, São Francisco, 1990 (ISBN 0-87156-675-3).
- Lynch, Kevin, City Sense and City Design: Writings and Projects of Kevin Lynch (Tridib Banerjee e Michael Southworth, editores), MIT Press, Cambridge, MA and London, 1990 (ISBN 0-262-12143-3).